# Amanda Moore
Amanda Moore (Pensacola, 10 settembre 1979) è una modella statunitense.

## Carriera
Nata in una famiglia militare, Amanda Moore diventa celebre nel mondo della moda, posando come cow-girl in un servizio fotografico di Patrick Demarchelier per Amica. Dal 2000 al 2005 la Moore è una presenza fissa sulle riviste di moda e sulle passerelle internazionali. Compare su Marie Claire, Vogue, Numéro, Glamour e Mixte e sfila, fra gli altri, per Alberta Ferretti, Bottega Veneta, Costume National, Emilio Pucci, Jil Sander, John Richmond, Missoni, Nina Ricci, Vera Wang, Cacharel, Fendi, Kenzo, Michael Kors, Narciso Rodriguez, Calvin Klein, Céline, Chloé, Genny, Balenciaga, Hugo Boss, Dolce & Gabbana, Donna Karan, Gucci, Miu Miu, Prada, Sonia Rykiel, Stella McCartney, Yohji Yamamoto e Yves Saint Laurent. Amanda Moore è inoltre stata la protagonista delle campagne pubblicitarie di Carolina Herrera, Gap, Armani, iBlues, John Varvatos, Lanvin, Oscar de la Renta, Tommy Hilfiger, Ungaro Fever, Valentino ed Yves Saint Laurent Beauty.
Dichiaratamente lesbica, la modella è stata citata nel 2004 come icona gay dal New York Times. La Moore ha più volte dichiarato di non aver mai desiderato di diventare una modella, dato che il suo sogno era di essere una giocatrice di basket, e che al di fuori delle passerelle non ami lo stile di vita delle sue colleghe. I lavori di Amanda Moore si sono rapidamente diradati dopo il 2005, facendo speculare su un suo eventuale abbandono delle scene, in seguito smentito da una sua apparizione sulla copertina di Vogue Italia, e su un servizio di 32 pagine, in cui fotografata da Steven Meisel, sfoggiava un nuovo look androgino.
Nel 2004 Amanda Moore è stata inoltre stata una delle modelle protagoniste del calendario Pirelli, ambientato a Londra e fotografata da Nick Knight.

## Agenzie
- Modelwerk
- IMG Models - Parigi, Milano, New York